# HOXB8
HOXB8 (англ. Homeobox B8) – білок, який кодується однойменним геном, розташованим у людей на короткому плечі 17-ї хромосоми. Довжина поліпептидного ланцюга білка становить 243 амінокислот, а молекулярна маса — 27 574.
| 10         |  | 20         |  | 30         |  | 40         |  | 50         |
| ---------- |  | ---------- |  | ---------- |  | ---------- |  | ---------- |
| MSSYFVNSLF |  | SKYKTGESLR |  | PNYYDCGFAQ |  | DLGGRPTVVY |  | GPSSGGSFQH |
| PSQIQEFYHG |  | PSSLSTAPYQ |  | QNPCAVACHG |  | DPGNFYGYDP |  | LQRQSLFGAQ |
| DPDLVQYADC |  | KLAAASGLGE |  | EAEGSEQSPS |  | PTQLFPWMRP |  | QAAAGRRRGR |
| QTYSRYQTLE |  | LEKEFLFNPY |  | LTRKRRIEVS |  | HALGLTERQV |  | KIWFQNRRMK |
| WKKENNKDKF |  | PSSKCEQEEL |  | EKQKLERAPE |  | AADEGDAQKG |  | DKK        |

A: Аланін

C: Цистеїн

D: Аспарагінова кислота

E: Глутамінова кислота

F: Фенілаланін

G: Гліцин

H: Гістидин

I: Ізолейцин

K: Лізин

L: Лейцин

M: Метіонін

N: Аспарагін

P: Пролін

Q: Глутамін

R: Аргінін

S: Серин

T: Треонін

V: Валін

W: Триптофан

Кодований геном білок за функцією належить до білків розвитку. 
Задіяний у таких біологічних процесах, як транскрипція, регуляція транскрипції. 
Білок має сайт для зв'язування з ДНК. 
Локалізований у ядрі.